# Jon Kyl
Jon Llewellyn Kyl (Oakland, Nebraska, 25 de abril de 1942) es un político estadounidense que sirvió como Senador de los Estados Unidos por Arizona entre 1995 y 2013 y también en 2018 en sustitución de John McCain tras su fallecimiento. 
Hijo del congresista John Henry Kyl, Kyl nació y creció en Nebraska y vivió durante un tiempo en Iowa. Recibió su licenciatura y su título de abogado de la Universidad de Arizona. Trabajó en Phoenix, Arizona como abogado y cabildero antes de ganar las elecciones a la Cámara de Representantes de los Estados Unidos, donde ocupó el cargo entre 1987 y 1995. Fue elegido al Senado de EE. UU. En 1994 y continuó siendo reelegido por cómodos márgenes hasta su retiro en enero de 2013.
En 2006, fue reconocido por la revista Time como uno de los diez mejores senadores de Estados Unidos. Kyl fue clasificado por National Journal en 2007 como el cuarto senador más conservador de los Estados Unidos. Ha sido un accesorio de los puestos de liderazgo político republicano, presidiendo el Comité de Política Republicana (2003-2007) y la Conferencia Republicana (2007). En diciembre de 2007, se convirtió en Senate Minority Whip. Fue nombrado una de las 100 personas más influyentes del mundo en 2010 por su papel persuasivo en el Senado.
Kyl anunció en febrero de 2011 que no buscaría la reelección al Senado en 2012 y que se jubilaría al final de su tercer mandato, que concluyó el 3 de enero de 2013. Expresamente descartó postularse para más funciones excepto, si se ofrece, la Vicepresidencia.
En septiembre de 2018, Kyl fue designado por el gobernador Doug Ducey para servir en el escaño del Senado que quedó vacante por la muerte de John McCain.  En ese momento, Kyl había estado trabajando para guiar la nominación de la Corte Suprema de Brett Kavanaugh. En una conferencia de prensa aceptando el nombramiento, anunció que solo serviría hasta el final del 115.º Congreso de los Estados Unidos, que finaliza el 3 de enero de 2019 y que no se postularía por el resto del mandato en las elecciones especiales de 2020.